# Diamantový průmysl v Izraeli

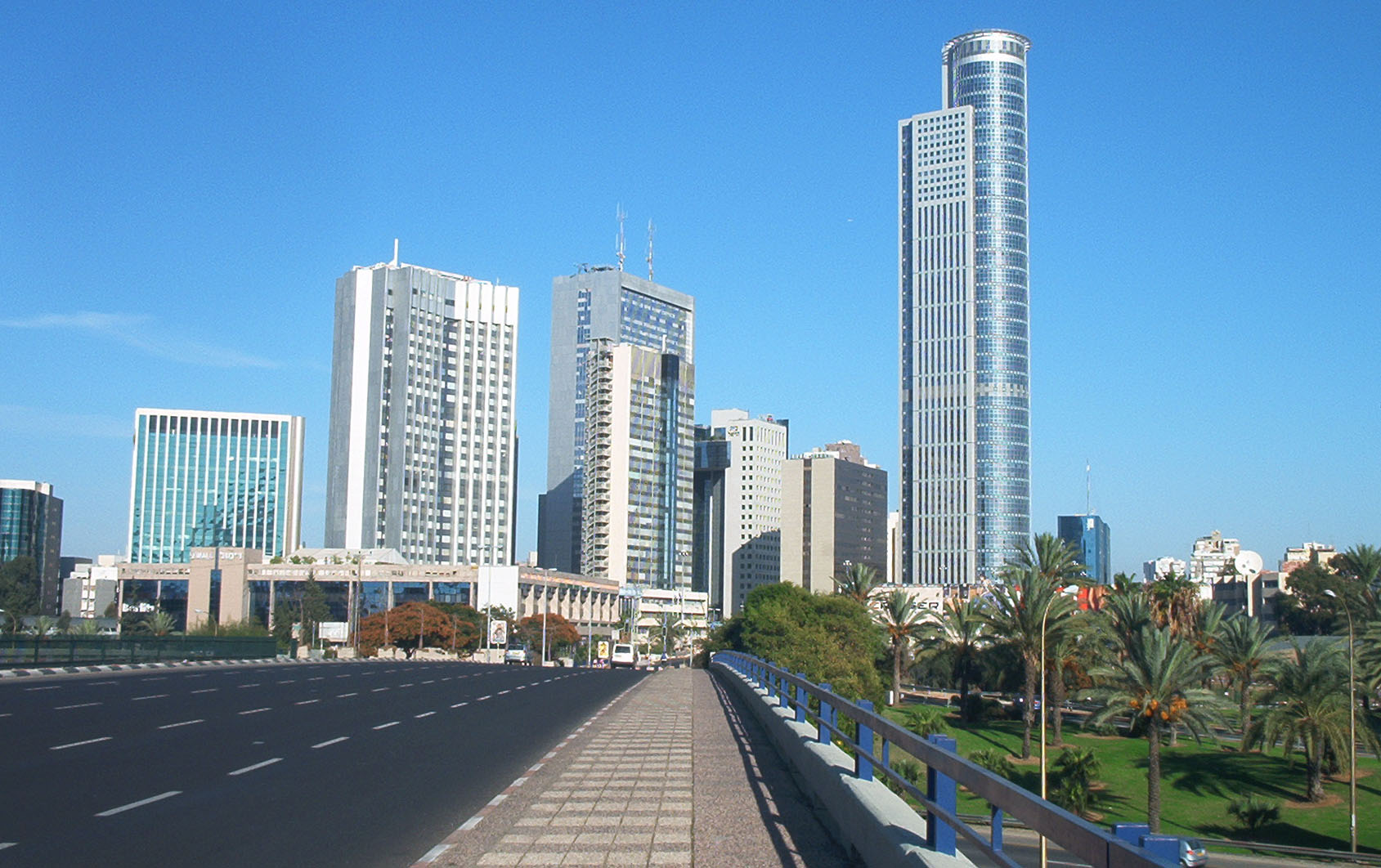
Město Ramat Gan je centrum izraelského diamantového průmyslu.

Diamantový průmysl v Izraeli je významným světovým producentem surových a opracovaných diamantů. Zatím nejlepších výsledků dosáhl export diamantů v roce 2007, kdy dosáhl objemu 12 mld. $. Vývoz neopracovaných diamantů meziročně (2006 a 2007) na vzrostl o 25,5% na 3,4 mld. $. Ve stejném období Izrael dovezl surové diamanty za 5 mld. $, což je meziroční nárůst o 8%. Objem vývozu opracovaných diamantů se v roce 2007 pohyboval na 7 mld. $ a i zde je možno pozorovat meziroční nárůst o 7 %. Více než polovina exportu (53 %) byla do Spojených států amerických. Meziročně vzrostl i dovoz opracovaných diamantů a to o 1,3 % (4,5 mld $).
Diamantový průmysl se v Izraeli nachází v tzv. „diamantovém distriktu“ ve městě Ramat Gan v Telavivském distriktu. Komplex sestává ze čtyř budov, kde probíhají veškeré obchodní operace. 

## Historie
Broušení diamantů se stalo tradičním židovským řemeslem poté, co v 15. století antwerpský židovský diamantový brusec Lodewyk van Berken vynalezl novou techniku broušení diamantů – scaif.
Izraelský diamantový průmysl vznikl, ještě před podepsáním Deklarace nezávislosti Státu Izrael, v roce 1937, kdy byla ve městě Petach Tikva otevřena první továrna na broušení diamantů. Poté, co na Izrael v důsledku vyhlášení samostatnosti v roce 1948 zaútočily armády sousedních zemí, byla spotřebitelská ekonomika vyměněna za válečnou ekonomiku. To vedlo k vážné krizi v diamantovém průmyslu. Po válce byla situace stabilizována a od té doby je toto izraelské odvětví průmyslu rostoucí a stalo se jedním ze světových lídrů v diamantovém průmyslu.